# Pieter Geraedts
Petrus Christina Wijnandus Cornelis (Pieter) Geraedts  (Velp, 5 juni 1911 – Leiden, 20 maart 1978) was een Nederlands kunstschilder, beeldhouwer en glazenier.
Geraedts, die bijna heel zijn volwassen leven, van 1934 tot aan zijn dood, in Warmond woonde, leerde het vak van zijn vader Wijnand. Evenals hij specialiseerde hij zich in religieuze taferelen, meest in opdracht van de Rooms-Katholieke Kerk. Daarnaast schilderde hij portretten, waaronder een van koningin Juliana voor de - destijds zelfstandige - gemeente Nootdorp en een van koningin Beatrix voor het Beatrixziekenhuis in Gorkum. Het interieur van de R. K. Heilige Maria Magdalenakerk te Goes is volledig door Pieter Geraedts beschilderd. Ook heeft deze kerk een aantal door hem gemaakte gebrandschilderde ramen. 
Begin 2009 werd door het Museum Catharijneconvent in Utrecht een tussen 1950 en 1960 vervaardigd schilderij van Maria  met kind van Pieter Geraedts verworven. Het schilderij bouwt voort op de schildertechnieken en voorstellingen van de vijftiende- en zestiende-eeuwse Zuid-Nederlandse kunstwerken. Ook het Museum De Lakenhal in Leiden heeft werk van Geraedts in de collectie.
Voor de Antonius van Paduakerk  te Nijmegen schilderde hij in 1950-1951 veertien kruiswegstaties op hardboard (1,5 x 2m.), waarbij in grootte en lichtval nadrukkelijk op de Christusfiguur wordt gefocust. Ook voor de Petruskerk in Leiden maakte hij kleurrijke kruiswegstaties.
Pieter Geraedts' zonen Pieter jr. (1940) en Thom (1950) werden eveneens kunstschilder.
Pieter Geraedts was lid van de Amsterdamse kunstenaarsvereniging Sint Lucas.

## Tentoonstellingen
- In 1933 waren in de Kunstzaal Van Lier te Amsterdam reclameposters te zien, die Geraedts voor een aantal bedrijven zoals de Nederlandse Spoorwegen, Cementfabriek Meteor en de Koninklijke Rotterdamse Lloyd, ontworpen had.
- De Gallery of Centerville in Wilmington (Verenigde Staten) exposeerde in 1967  een selectie uit zijn beeldhouwwerk en schilderijen.

- Biografisch Portaal: 19207799
- Nederlandse Thesaurus van Auteursnamen: 241035880
- RKD-Nederlands Instituut voor Kunstgeschiedenis: 30992
- Virtual International Authority File: 288012705
- WorldCat: E39PBJqw4Y9yvFCdj3yYTKH3cP